# Skaneateles (hrabstwo Onondaga)
Skaneateles – wieś w Stanach Zjednoczonych, w stanie Nowy Jork, w hrabstwie Onondaga.